# Сафрон-Уолден
Сафрон-Уолден (англ. Saffron Walden) — город в графстве Эссекс в Великобритании, административный центр района Атлсфорд.

## Географическое положение
Сафрон-Уолден расположен в районе Атлсфорд графства Эссекс в 29 км к югу от Кембриджа и в 87 км (по дороге) к северу от Лондона.

## История
Со времён владычества Древнего Рима в этих местах уже было поселение местных жителей. После ухода римлян на этом месте был основан англосаксонский город. После вторжения норманнов в 1066 году, была построена каменная церковь, а в 1116 году замок Уолден.
В Средние века основными товарами, производимыми в этих местах, были шерсть и шафран. Шафран (англ. saffron) и дал современное имя городу, прежде известному как Чепинг-Уолден (Рыночный Уолден). К концу XVIII века значение шафрана для экономики города сошло на нет и он был вытеснен ячменём и солодом. Здание гильдии торговцев шерстью простояло в городе до 1847 года, когда было снесено, чтобы освободить место для зерновой биржи.
Герб города был учреждён в 1960 году. На нём изображены три цветка шафрана с рыльцами. Неофициально этот герб известен как минимум с 1685 года, когда он был выгравирован на церемониальной булаве, пожалованной городу королём Яковом II.

## Достопримечательности
- Руины замка Уолден.

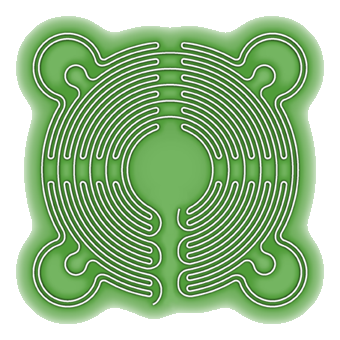
Схема дернового лабиринта

- Дерновой лабиринт (Впервые создан в 1699 году, последний раз восстановлен в 1979 году)
- Усадьба Одли Эндхаус XVII века на месте Уолденского аббатства
- Церковь Святой Девы Марии, самый большой и высокий храм в Эссексе.

## Города-побратимы
- Бад-Вильдунген, Германия